# Vatnajökull
64°24′B 16°48′T / 64,4°B 16,8°T

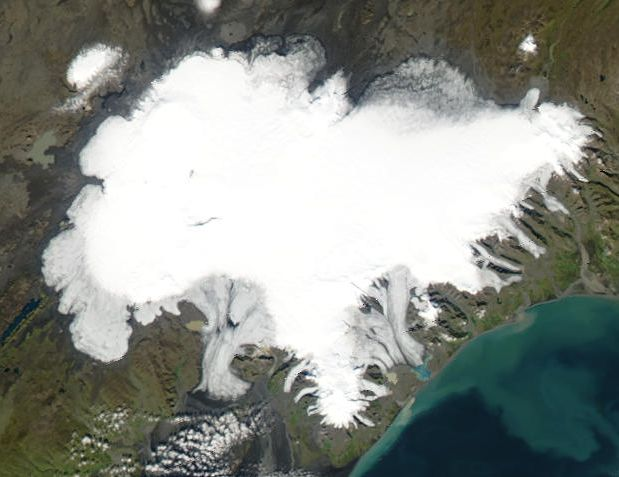
Vatnajökull, hình vệ tinh của NASA

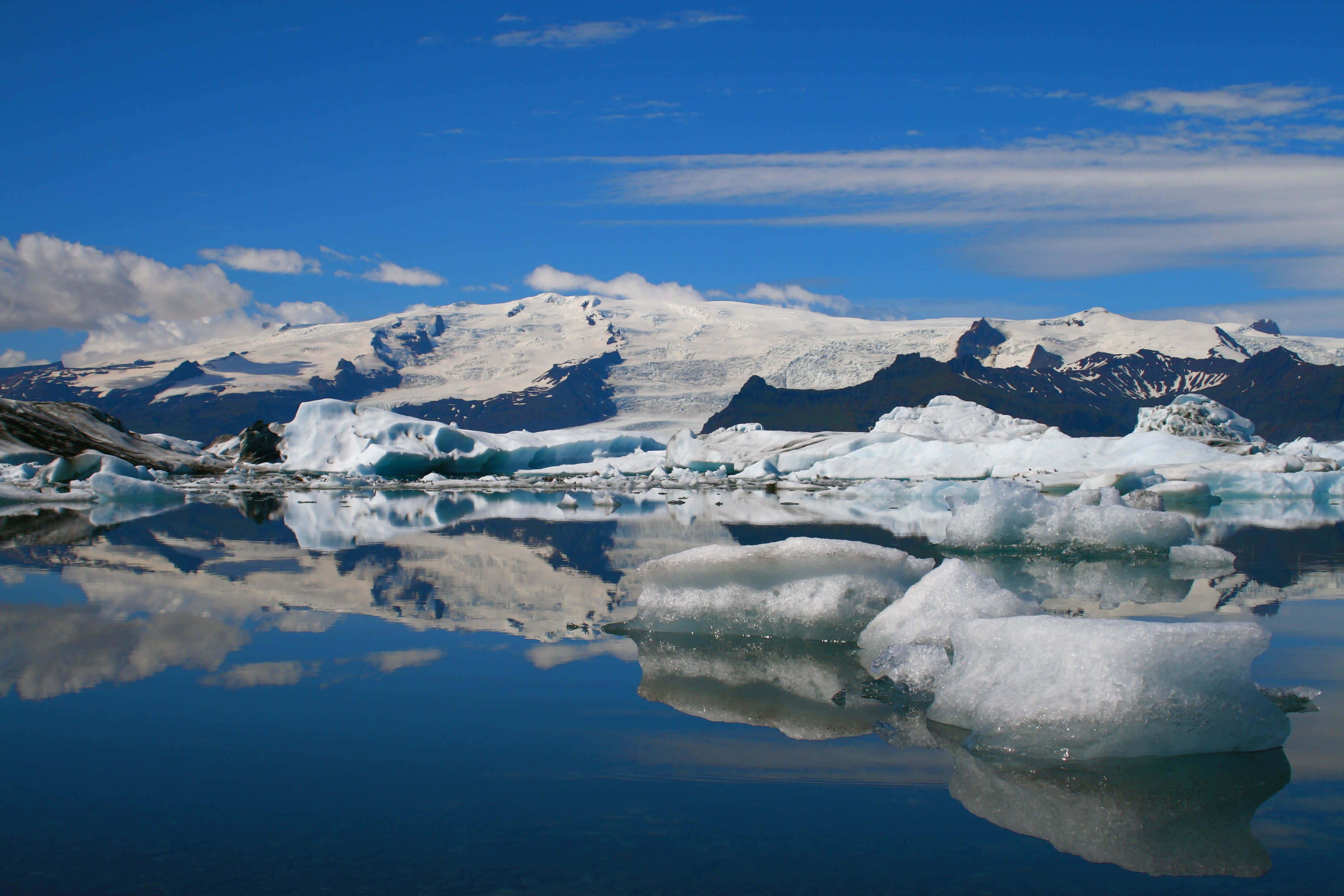
Hồ sông băng Jökulsárlón tại Vatnajökull

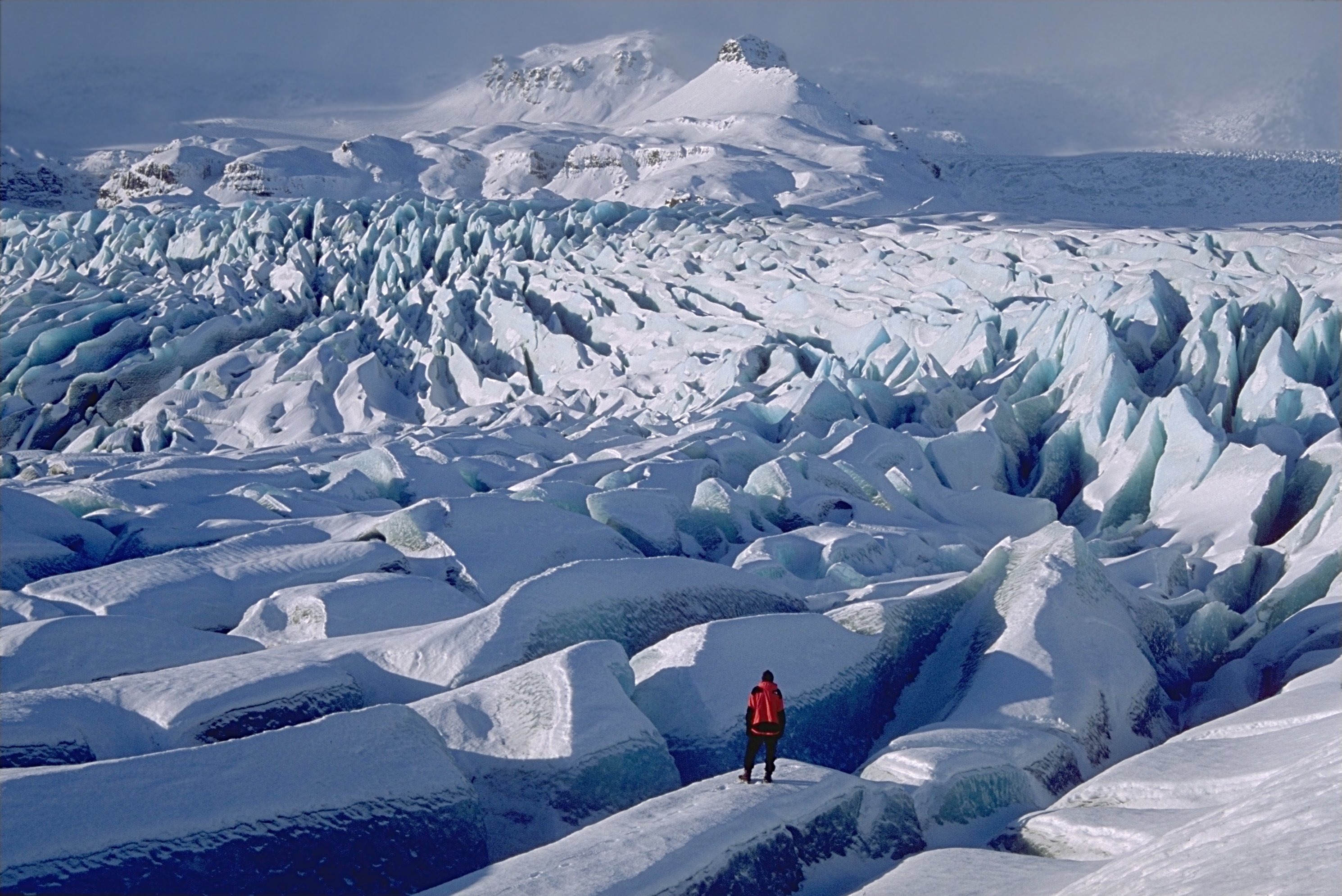
Breiðamerkurjökull, một phần của Vatnajökull

Vatnajökull là một sông băng lớn nhất tại Iceland. Nó nằm ở phía đông nam của hòn đảo, chiếm hơn 8% của đất nước.
Với diện tích 8.100 km ², Vatnajökull là chỏm băng lớn nhất ở châu Âu theo thể tích (3.100 km ³) và các lớn thứ hai (sau Austfonna trên Nordaustlandet, Na Uy) về diện tích (không tính các chỏm băng Severny vẫn còn lớn đảo của Novaya Zemlya, Nga, mà có thể được coi là nằm ở phía đông bắc cực của châu Âu).
Ngày 07 Tháng Sáu 2008, nó đã trở thành một phần của vườn quốc gia Vatnajökull.
Độ dày trung bình của băng là 400 m, với độ dày tối đa là 1.000 m (3.300 ft). Đỉnh cao nhất của Iceland, Hvannadalshnúkur (2.109,6 m), nằm ở ngoại vi phía nam của Vatnajökull, gần vườn quốc gia Skaftafell.
Dưới chỏm băng này, giống như nhiều sông băng của Iceland, có nhiều núi lửa. Các hồ núi lửa, Grímsvötn là một ví dụ, là nguồn của một jökulhlaup lớn (lũ lụt vụ nổ hồ băng) vào năm 1996. Cũng có một vụ phun trào của núi lửa đáng kể nhưng thời gian ngắn theo các hồ vào đầu Tháng Mười Một 2004. Trong ngày 21 tháng năm 2011, một vụ phun trào núi lửa bắt đầu Grímsvötn í ở vườn quốc gia Vatnajökull vào khoảng 07:00 chùm đạt cao 20 km. Trong thời kỳ băng hà cuối cùng, nhiều vụ phun trào núi lửa xảy ra Vatnajökull, tạo ra nhiều vụ phun trào dưới băng.